# Babolat
Babolat (вимовляється Баболя) — це французька компанія з обладнання для тенісу, бадмінтону та паделю зі штаб-квартирою в Ліоні (Франція), найбільш відома своїми струнами та тенісними ракетками, якими користуються професійні та рекреаційні гравці по всьому світу. Заснована в Ліоні в 1875 році. Найстаріша компанія, яка  спеціалізується на виробництві продукції для великого тенісу. Легко впізнається подвійна лінія на струнній поверхні ракетки - фірмовий знак компанії.
Ракетками Babolat грають такі зірки світового тенісу, як: Рафаель Надаль, Енді Роддік, Кім Клейстерс, Надія Петрова, Жо-Вільфрід Тсонга, Агнешка Радванська, Саманта Стосур, Лі На, Сара Еррані, Ігор Андрєєв, Євген Донський та інші. Сьогодні, продукція BABOLAT представлена більш ніж в 100 країнах світу, компанія різнобічно розвинула свою пропозицію і пропонує гравцям повний набір тенісного інвентарю: струни (натуральні і синтетичні), ракетки, м'ячі, овергріпи, кросівки, одяг і різні аксесуари.
Компанія робить струни з 1875 року, коли П’єр Баболя створив перші струни з натуральної кишки. Babolat продовжував зосереджуватись на струнах до 1994 року, коли він став компанією «загального тенісу», виробляючи також ракетні рами та продаючи їх у Європі. Потім він розширив продажі до Японії, а пізніше до США у 2000 році. Продажі ракетки Babolat швидко зростали в Північній Америці та Європі. Babolat також є піонером у підключених спортивних технологіях і запустив підключену тенісну ракетку в 2014 році  , а також підключений тенісний теніс, який можна носити на зап'ястях із PIQ в 2015 році. Babolat Pop використовується у всьому світі і є одним з лідерів у тенісних датчиках.

## Історія компанії
Легендарна історія компанії Babolat почалася в 1875 році в Ліоні, Франція, коли П'єр Баболя випустив і запатентував перші тенісні струни. Сталося це через рік, після того, як Уолтер Уінгфілд зареєстрував «сферистику» - правила сучасного тенісу.

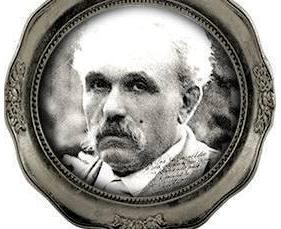
П'єр Баболя засновник компанії Babolat

Разом з «новими мушкетерами», так називали четвірку тенісистів -Жан Боротра, Жак Брюгнон, Анрі Коше і Рене Лакоста, в 1925 році компанія Babolat, створює легендарні жильні струни VS. Натуральні (жильні) струни Babolat виробляються з бичачих кишок, точніше з їх верхнього м'язового шару, саме виробництво розташоване на фабриках на заході Франції.
У 1927 рік був зоряним часом для французького тенісу і натуральних струн VS - «нові мушкетери» і перша зірка жіночого тенісу - Сюзан Ленглен, разом зібрали 20 титулів Великих шоломів і 6 Кубків Девіса.
Для того, щоб задовольнити зростаючий попит гравців на струни Babolat, Пол Баболя в 1950 році організовує свою міжнародну дистриб'юторську мережу.
До 1955 році, компанія Babolat на додаток до натуральних струн починає випуск синтетичних струн Elascord. Через кілька років, компанія випускає Babol- інновацію, спрямована на захист натуральних струн і їх довговічність. Процес був настільки успішним, що незабаром люди не «покривали струни Babol», вони «баболизували» свої струни.
З доопрацюванням і змінами натуральні струни VS дійшли до сьогоднішнього часу. Дональд Бадж, Родней Лейвер, Джон Ньюкомб, Б'єрн Борг, Яннік Ноа, Матс Віландер, Борис Беккер, Піт Сампрас, Євген Кафельников, Кім Кляйстерс, Динара Сафіна, Енді Роддік - всі вони перемагали, використовуючи жильні струни Babolat.
Для обслуговування ракеток, в 1975 році, компанія Babolat запатентувала одну з перших електронних машин для натяжки струн. Пізніше, до компанії з'являється відділ «Змагань», який вдавав із себе команду досвідчених стрингерів, які супроводжують гравців Babolat круглий рік на всіх турнірах в світі.
У 1981 році вводиться логотип Babolat- «подвійна лінія», який наноситься на струнну поверхню ракетки. До цих пір, цей логотип є фірмовим знаком компанії.

Логотипи компанії

Будучи світовим лідером у виробництві тенісних струн, володіючи величезним досвідом і авторитетом в світі тенісу, в 1994 році Поль Баболя наполіг на запуск лінії тенісних ракеток.
Babolat розробив одну з перших своїх моделей ракеток - Pure Drive, що стала згодом легендарною. Вона була антиподом популярних моделей того часу і багатьом здавалася «любительською». Важила вона «всього» 300 гр., при ширині обода в 25 мм і площі обода в 645 см² Варто додати, що кількість струн при цьому становила 16 вертикальних і 19 горизонтальних, при «стандарті» 18 × 20 для меншої площі. Вже через 4 роки Карлос Моя з ракеткою Pure Drive виграє Roland Garros і стає першою ракеткою світу (Березень 1999).
Ракетка Pure Drive став справжнім символом цілої епохи в тенісі. Апофеозом став листопад 2003 року - Енді Роддік і Кім Клейстерс одночасно зайняли 1-і рядки чоловічого і жіночого рейтингів, з ракеткою Pure Drive. На даний момент Pure Drive є своєрідною «класикою» - всі виробники мають аналоги цієї моделі
Компанія Babolat паралельно з тенісними ракетками, в 1995 році починає виробництво бадмінтонних ракеток.
У 1999 році Babolat знову заявляє про себе, як про справжнього інноваційному лідера. Використовуючи свій досвід провідного виробника струн, компанія, протягом 2-х років проводила спеціальні дослідження з вивчення взаємодії обода ракетки і струн при ударі. В результаті з'являється система, яка була названа WOOFER за аналогією з роботою динаміків звукових систем. Система складається зі спеціальних пістонів, виконаних з високотехнологічного полімеру, на яких «сидять» струни. При ударі м'яч тисне на струни, які в свою чергу тиснуть на пістони і стискають їх. В результаті - м'яч «затримується» на струнах на 25% більше часу - це дає гравцеві перевагу в контролі над м'ячем. Надалі, пістони надають зворотний вплив, викликаючи трамплін ефект, що збільшує силу удару на 10%. В ударі беруть участь не тільки струни, що стикаються з м'ячем, але і сусідні, що також збільшує потужність і ігрову пляму ракетки.
Деякі виробники робили спроби впровадити подібні технології, але жодна з них не прижилася в тенісному світі. Технологія WOOFER-єдина з систем подібного роду отримала світове визнання і розвиток - більшість виробників повторили її, і мають зараз подібні розробки.
У 2001 році Babolat застосував в конструкції своїх ракеток Нано Карбон - цей матеріал застосовують в «критичних» точках ракетки - тих місцях, де вона зазнає найбільших перевантаження при ударі. Застосування цього матеріалу дозволило істотно збільшити жорсткість конструкції обода, трансформацію енергії удару з ручки в головку ракетки і, отже - потужність.
У наступні роки компанія Babolat розширює своє виробництво, так в 2001 році запускається лінія по виробництву тенісних м'ячів, а в 2003 рік - Babolat спільно з Michelin випускає першу колекцію спеціалізованого тенісного взуття і одягу.
У 2004 році, в ході тривалих дослідженні і експериментів з ободом ракетки, з'являється технологія AERO. Це технологія являє собою особливу форму перетину обода, яка знижує опір повітря при замаху і ударі, тим самим даючи гравцеві перевагу в швидкості. Унікальність технології AERO ще й в тому, що компанії вдалося поєднати аеродинаміку з іншими найважливішими властивостями ракетки - потужність і контроль. Собі на «озброєння» ракетку бере Рафаель Надаль.
У 2006 році Babolat сказав своє слово в «кампанії по боротьбі з вібраціями». Всі системи, що застосовувалися до цього, не враховували дуже важливої обставини. «Вібрації» обода, що виникають після удару, відбуваються на різних частотах. Низькочастотні коливання називаються почуттям м'яча - необхідним кожній ракетці. Високочастотні коливання - навпаки викликали неприємні, часто - хворобливі відчуття. Babolat поставив перед собою завдання відокремити «потрібні» коливання від «непотрібних». В результаті довгих досліджень був створений і імплантований в ручку ракетки спеціальний фільтр, який розрізняє корисні та шкідливі коливання і гасить останні. Технологія отримала назву CORTEX.

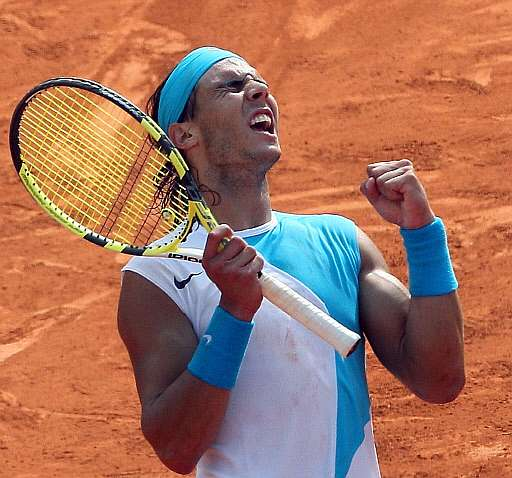
Рафаель Надаль з ракеткою AeroPro Drive в фіналі Roland Garros, 2007

Наступним етапом відносин з компанією Michelin, в 2007 році, був запуск високотехнологічної моделі взуття-Propulse. Propulse стає ексклюзивним взуттям Енді Роддіка. У цьому ж році, Babolat укладає десятирічний контракт з Рафаелем Надалем, який в третій раз поспіль виграє Roland Garros.
У 2008 році запускається нову серію бадмінтонових ракеток Xfeel для професійних гравців.
У 2009 році Babolat впроваджує революційну технологію GT-назва складається з перших букв GRAPHITE і TUNGSTEN. Вольфрамові нитки «вплетені» в графітову матрицю - отриманий в результаті матеріал є оптимальним для створення обода ракетки. Такий склад забезпечує жорсткість, і міцність матеріалу, що дозволяє зробити легку і міцну раму і забезпечити відмінний контроль і потужність. На створення матеріалу і оптимізацію його властивостей пішло понад 2-х років. У 2009 дана технологія була впроваджена в серію ракеток Pure (Pure Drive, Pure Drive Roddick, Pure Drive 107, Pure Drive Lite і Pure Storm).
Відмінно зарекомендував себе і отримавши безліч позитивних відгуків, компанія Babolat приймає рішення впровадити цю технологію в серію ракеток Aero. В результаті у ракетки збільшується стабільність обода при ударі, що веде за собою ще більше збільшення швидкості, потужності і обертання.
24 травня 2012 року, компанія Babolat на кортах Roland Garros, представила першу підключається ракетку «Babolat Play» і випробувала її перший прототип разом з провідними гравцями- Кім Клейстерс, Жо-Уільфрід Тсонга, Рафаель Надаль і Лі На.
Ракетка «Babolat Play» містить спеціальні датчики, які записують потік даних, що надходять від обода і струн і накопичують їх у вбудованому чипі. C допомогою спеціальної програми гравець має можливість отримати узагальнені дані про свою гру, такі як швидкість і інтенсивність ударів, ступінь обертання, «правильність» (удари центром або не центр струнної поверхні) на свій ноутбук, планшет, смартфон.
12 грудня 2012 року, компанія Babolat оновила логотип. Попередній логотип був введений компанією в 2002 році. З 1 січня 2013 року гравці команди Babolat наносять новий логотип на струнну поверхню ракетки.
15 серпня 2014 року перша ракетка Babolat Play, яка підключається, буде представлена в Росії.

## Команда гравців Babolat

### Чоловіки
| Рафаель Надаль    | Енді Роддік               | Жо-Вілфрід Тсонга     | Максімо Гонсалес      |
| Пуерта Маріано    | Фернандо Гонсалес         | Карлос Моя            | Адріан Маннаріно      |
| Хуан Ігнасіо Чела | Ігор Андрєєв              | Жульєн Беннето        | Даніель Хімено-Травер |
| Роберт Фара       | Сантьяго Хіральдо Саласар | Пере Ріба             | Райан Світінг         |
| Алехандро Фалья   | Блаж Кавчич               | Бенжамін Бекер        | Фабіо Фоніні          |
| Рікардо Мело      | Альберд Рамос Віньолас    | Рубен Рамірес Ідальго | Раян Гаррісон         |
| Іво Мінарж        | Рожеріу Дутра да Сілва    | Юрій Щукін            | Едуард Роже-Васслен   |
| Матьє Монкур      | Роббі Джінепрі            | Джіммі Ван            | Хуан Пабло Гусман     |
| Жан-Жульєн Роєр   | Ніколя Девільде           | Бенедикт Дорш         | Бріан Дабул           |
| Сомдев Девварман  | Вейн Артурс               | Тьяго Алвес           | Франко Феррейро       |
| Антоніо Веіч      | Юріца Грібісич            | Ян Герних             | Бруно Ечагарай        |
| Ян Гайек          | Альберт Портас            | Себастьян де Шоньяк   | Алекс Богданович      |
| Дітер Кіндльман   | Джанлука Назо             | Юіті Сугіта           | Сун-Йон Кім           |
| Сантьяго Гонсалес | Віктор Кривой             | Маріус Копіл          |                       |
| Син Деммон        | Жорж Бастль               | Даніель Тронтон       | Альфонсо Гальо        |
| Мартін Вільярубі  | Марсель Фельдер           | Сем Варбург           | Джастін Гімельстоб    |
| Джейсон Брайн     | Крістофер Мосс            | Хьюго Армандо         | Кевін Робертс         |
| Томас Содерманс   | Брайан Бейкер             | Тодд Відом            |                       |
| Томас Константин  | Роган Бопанна             | Брайан Ло             | Кейден Хенсель        |
| Нік Мьєле         | Стіві Авері               | Давид Хо              | Єжи Янович            |

### Жінки
| Анастасія Павлюченкова   | Надія Петрова         | Дінара Сафіна           | Кім Клейстерс          |
| Саманта Стосур           | Сібіль Баммер         | Франческа Ск'явоне      | Агнешка Радваньска     |
| Ренне Стаббс             | Катарина Среботнік    | Лі На                   | Віра Душевіна          |
| Емілі Луа                | Карін Кнапп           | Меган Шонессі           | Олена Весніна          |
| Полін Пармантьє          | Лора Гренвілл         | Лурдес Домінгес Ліно    | Кірстен Фліпкенс       |
| Сара Еррані              | Ваня Кінг             | Ірина-Камелія Бегу      | Александра Дулгеру     |
| Едіна Галловіц-Халл      | Йоана Ралука Олару    | Араван Резаї            | Ольга Савчук           |
| Тетяна Пучек             | Ірина Хромачова       | Софія Арвідссон         | Марет Ані              |
| Марія Елена Камерін      | Северін Бельтрам      | Джілл Крейбас           | Стефані Коен-Алоро     |
| Тімеа Бачинскі           | Альберта Бріанті      | Мартіна Суха            | Юлія Бейгельзимер      |
| Лаура Поус-Тіо           | Емма Лайне            | Клариса Фернандес       | Акгуль Аманмурадова    |
| Маріана Діас-Оліва       | Марія-Емілія Салерні  | Александра Возняк       | Юлія Гергес            |
| Емі Ботелл               | Софі Фергюсон         | Ніколь Пратт            | Лорен Бредмор          |
| Валері Тетро             | Джессіка Мур          | Сільвія Талая           | Міхаела Паштікова      |
| Тіффані Дабек            | Аранча Парра Сантонха | Естрелья Кабеса Кандела | Нурія Льягостера Вівес |
| Марія Санчес Лоренсо     | Елізе Тамаела         | Ярміла Вулф             | Джорджа Мортелло       |
| Антонелла Серра-Дзанетті | Марія Венто-Кабчі     | Вердяна Верарді         | Сейко Окамото          |
| Ліна Станчюте            | Клодін Шоль           | Йоанна Сакович          | Тетяна Панова          |
| Полона Ребершак          | Зузана Кучова         | Унс Джабір              |                        |

## Досягнення гравців команди Babolat
1998 рік
Карлос Мойя з ракеткою Pure Drive виграє Roland Garros
1999 рік
Карлос Мойя стає першою ракеткою світу (Березень 1999).
2003 рік
Кім Клейстерс і Енді Роддік одночасно зайняли 1-е рядки чоловічого і жіночого рейтингів, c ракеткою Pure Drive
2004 рік
Енді Роддік пробивається у фінал Вімблдонського турніру.
2005 рік
Рафаель Надаль з ракеткою AeroPro Drive виграє свій перший шолом у Франції.
Кім Клійстерс виграє US Open.
Енді Роддік в фіналі Wimbledon.
2006 рік
Рафаель Надаль вдруге виграє Roland Garros.
2007 рік
Рафаель Надаль втретє виграє Roland Garros.
2008 рік
Рафаель Надаль стає № 1 ATP, вигравши Roland Garros, Wimbledon і Олімпійські ігри.
2009 рік
Дінара Сафіна і Рафаель Надаль очолюють світовий рейтинг.
2010 рік 
Дві представниці команди Babolat в фіналі Roland Garros: Саманта Стосур та Франческа Ск'явоне. Франческа Ск'явоне виграє Roland Garros
Рафаель Надаль в черговий раз перемагає на Roland Garros і Wimbledon, а у вересні йому підкоряється і довгоочікуваний US Open, тим самим Рафа сьомим в історії видобуває «Кар'єрний Шолом».
Кім Клейстерс захищає свій титул на US Open 2010 року.
Каролін Возняцкі з ракеткою AeroPro Drive стає першою ракеткою світу
2011 рік
Другий рік поспіль у фіналі Roland Garros, тільки представниці команди Babolat - Лі На і Франческа Ск'явоне. Лі На - виграє Roland Garros
Як і рік тому Рафаелю Надалю підкоряється титул переможця на Відкритому чемпіонаті Франції. Це вже шостий титул на Ролан Гаррос і в четвертий раз в фінальному поєдинку він переграв швейцарця Роджера Федерера.
Саманта Стосур виграє US Open
2012 рік
Рафаель Надаль всьоме виграв Roland Garros, побивши рекорд спортсмена Б'єрна Борга з його шістьма перемогами на Відкритому чемпіонаті Франції.
Енді Роддік здобув 600-ту перемогу і повторив рекорд Роджера Федерера, перемагаючи впродовж 12 сезонів. Кожен з тенісистів завоював як мінімум по 1 титулу в кожному сезоні, починаючи з 2001 року!
Сара Еррані вперше стає фіналісткою Відкритого чемпіонату Франції
Агнешка Радванська у фіналі Вімблдону
На Підсумковий чемпіонат WTA з 8 дівчат відібрали 4 представниці команди Babolat - Агнешка Радванська, Лі На, Сара Еррані і по заміні відібралась Саманта Стосур
Сара Еррані отримала дві нагороди WTA - «Прорив року» (c початку сезону Сара піднялася з 45 місце на 6 місце рейтингу WTA) і «Пара року» з своєю співвітчизницею Робертою Вінчі 
Єжи Янович отримав нагороду ATP - «Прорив року». З початку сезону він піднявся з 221 на 26 місце рейтингу ATP. 
2013 рік
Лі На дійшла до фіналу турніру Відкритий чемпіонат Австралії
Рафаель Надаль знову захищає свій титул на Відкритому Чемпіонаті Франції. Він єдиний хто виграв один Турнір Великого Шолома 8 разів. Рафаель Надаль закріплює своє абсолютне лідерство за кількістю перемог на турнірах серії Мастерс.
Рафаель Надаль виграє другий раз в кар'єрі Відкритий Чемпіонат Америки.
2014
Лі На з третього разу виграє Відкритий чемпіонат Австралії
Рафаель Надаль в 9-ий раз виграє Відкритий Чемпіонат Франції.
Ежені Бушар - фіналістка турніру Вімблдон.

## Спонсорство турнірів

### Roland Garros
У 2011 році Babolat стала офіційним спонсором Відкритого чемпіонату Франції, другого тенісного турніру Великого шолома. Компанія підписала п'ятирічний контракт і була представлена як офіційний м'яч і офіційний стрінгер турніру Roland Garros. 
Протягом травня, Babolat випускає лімітовану лінійку продукції - «French Open», яку можна бачити на кортах Ролан Гаррос. Гравці команди Babolat, виходять на корти з інвентарем в колір ґрунтового корту.
Офіційне партнерство Babolat і турніру Roland Garros продовжено до 2019 року.

### Wimbledon
З 1 січня 2013 року, і протягом п'яти років, Babolat стане офіційним брендом взуття турніру Вімблдон. 
Починаючи з 2013 року, Babolat забезпечить обслуговуючий персонал турніру на час чемпіонату.

### Кубок Кремля
Починаючи з 2012 року, компанія Babolat представлена як офіційний постачальник екіпіровки на турнірі «Банк Москви Кубок Кремля».
У 2013 році, в рамках розширення співпраці з турніром «Банк Москви Кубок Кремля», Babolat також представлений як офіційний м'яч чоловічого турніру і офіційний стрінгер турніру.